# 이노 셋업
이노 셋업(Inno Setup)은 Jordan Russell이 파스칼로 개발한, 스크립트로 동작하는 설치 시스템이며, 자유 소프트웨어이다. 최초 버전은 1997년에 출시되었다.

## 역사
Jordan Russell이 볼랜드 델파이 구매를 통해 받은 인스톨실드 익스프레스에 만족을 하지 못했기 때문에 그는 자신만의 인스톨러를 만들기로 마음을 먹었다 처음에 이노 셋업은 거의 잘 알려져 있지 않았다. 최초의 공개 버전은 1.09이다.
버전 1.09로 설치 패키지를 만들기 위해 설치 디렉터리에 "ISS.TXT" 파일을 만들어야 했다. 이 파일 안에 사용자는 오늘날의 이노 셋업에도 여전히 사용되는 변수와 값을 지정해야 했다. 이 변수들은 설치 패키지의 구성 역할을 하였으나 수많은 다른 기능들은 변경이 불가능했다. 설치 컴파일러는 편집기가 없었고 스크립트 컴파일을 위한 셸에 더 가까웠다.
이노 셋업의 개발을 통해 점차 더 널리 사용되었다. 이노 셋업이 과거든 현재든 자유 및 오픈 소스이므로 수많은 소프트웨어 기업들은 소프트웨어 설치를 위해 오픈 소스 솔루션으로 전환하기 시작했다. 이노 셋업이 스크립트 기반이었으므로 이노 셋업의 팬들은 ISTool과 스크립트메이커를 시작하여 이노 셋업의 설치를 더 단순하게 하고 시각적인 도움을 주었다.
이노 셋업은 셰어웨어 산업상을 포함해 2002년부터 2004년까지 수많은 상을 받았다.
수많은 사람들은 이노 셋업 소스 코드를 가지고 서드 파티 버전의 이노 셋업을 개발하는데 사용하였다. 한 예로 Martijn Laan의 "My Inno Setup Extensions"는 2003년 6월 이노 셋업에 통합되었다.

## 기능

### 주요 기능
- 윈도우 7 이상 지원[3]
- 64비트 애플리케이션 설치 지원. x64 및 IA-64, ARM64 아키텍처 지원.
- 하나의 바이너리에 여러 플랫폼 (IA-32, x64, IA-64) 지원
- 과거 버전은 윈도우 서버 2008 , 윈도우 비스타 (6.22 이전), 윈도우 서버 2003, 윈도우 XP, 윈도우 2000 (5.6.1 이전), 윈도우 9x, 윈도우 NT 4.0 (5.5.0 이전), 윈도우 NT 3.51 (v3.0 이전), 윈도우 3.X를 지원하였음 (v1.3 이전)
- 쉬운 온라인 배포를 위해 프로그램 설치 시 하나의 EXE의 작성 지원.
- 디스크 스패닝 지원.
- 커스터마이즈 가능한 설치 유형. (예: 전체, 최소, 사용자 지정)
- 완전한 제거 기능.
- “deflate”, bzip2, 7-Zip LZMA, LZMA2, PPMD 파일 압축 통합 지원. 인스톨러는 파일 버전 정보 비교, 사용 중인 파일 교체, 공유 파일 카운팅 사용, DLL/OCX 및 타입 라이브러리 등록, 글꼴 설치 기능이 있음.
- 시작 메뉴 및 바탕 화면을 포함한 장소에 바로 가기 작성.
- 레지스트리 및 INI 파일 엔트리 작성.
- 통합형 파스칼 스크립트 엔진.
- 다언어 설치 지원.
- 암호화된 설치 지원.
- 조용한 설치 및 제거.
- 완전한 소스 코드 이용 가능 (볼랜드 델파이 2.0-5.0 및 2009).
- 유니코드 및 오른쪽에서 왼쪽으로 읽는 언어 지원.[4]

## 같이 보기
- 설치 소프트웨어 목록